# Symphytognatha
Symphytognatha és un gènere d'aranyes araneomorfs de la família dels simfitognàtids (Symphytognathidae). Fou descrit per primera vegada per V.V. Hickman l'any 1931.
Aquest grup d'aranyes té una distribució per Amèrica, Oceania i Sud-àfrica.

## Taxonomia
Segons el World Spider Catalog amb data de 13 de gener de 2019 hi ha les següents espècies:
- Symphytognatha blesti Forster & Platnick, 1977
- Symphytognatha brasiliana Balogh & Loksa, 1968
- Symphytognatha carstica Brescovit, Álvares & Lopes, 2004
- Symphytognatha chickeringi Forster & Platnick, 1977
- Symphytognatha fouldsi Harvey, 2001
- Symphytognatha gertschi Forster & Platnick, 1977
- Symphytognatha globosa Hickman, 1931
- Symphytognatha goodnightorum Forster & Platnick, 1977
- Symphytognatha imbulunga Griswold, 1987
- Symphytognatha orghidani Georgescu, 1988
- Symphytognatha picta Harvey, 1992
- Symphytognatha tacaca Brescovit, Álvares & Lopes, 2004
- Symphytognatha ulur Platnick, 1979